# История Абхазии
История Абхазии охватывает временные рамки от доисторических времен до наших дней.

## Археология
Археологические находки свидетельствуют о пребывании человека на территории Абхазии ещё в эпоху нижнего палеолита (стоянка Яштух 400—300 тыс. лет назад). Памятники Яштхуа и Бырцх относятся к эпохе раннего ашеля. Яштухская стоянка-мастерская раннеашельского периода на высоте 80—140 м над уровнем моря, в 2 км от города Сухуми это самый крупный памятник эпохи древнего палеолита Абхазии, вся группа, состоящая из 30 памятников, занимает 70 га.
В IV тысячелетии до н. э. в Абхазии были развиты не только земледелие и скотоводство, но и ткачество, производство керамики, обработка камня, меди и бронзы; развивался обмен.
Во II тысячелетии до н. э. на территорию Абхазии проникла дольменная культура, от которой до сих пор сохранились многочисленные дольмены.
В конце II тысячелетия до н. э. по всему региону распространяется Колхидская культура. Она выражена огромным количеством находок изделий из различных металлов (топоры, украшения, могильники и т. д.).
В I тысячелетии до н. э. на восточном берегу Чёрного моря стали появляться первые колхидские городские поселения.

## Античность

### Греческий период
В VI веке до н. э. побережье Колхиды, включая территорию современной Абхазии, колонизировали греки, о чём свидетельствуют находки греческой керамики архаического времени в Гюэносе и на Эшерском городище. Греками были основаны портовые города-колонии (Диоскуриада на месте нынешнего Сухума, Гюэнос на месте Очамчиры, Питиунт на месте Пицунды). Эта земля получила от греков имя Гениохии, а коренные жители назывались гениохами («гениох» с древнегреческого — возница, возчик); Страбон и другие древнегреческие письменные источники упоминают на территории современной Абхазии многочисленные племена.
В V—IV веках до н. э. по подконтрольным грекам перевальным путям на Северный Кавказ попадают бронзовые шлемы и другие предметы и материалы. В этот же период в местную среду проникают и первые серебряные монеты — колхидки, чеканившиеся в приморских греческих городах.
В то же время на территории и в окрестностях греческих городов часто встречаются конские захоронения с уздечными наборами, характеризующими скифскую культуру Прикубанья. Раскопки поселений в Очамчире и Эшере показали, что греки здесь первоначально жили в бревенчатых домах, а их форму заимствовали у местного населения. Помимо привозной, эллины широко использовали в быту и местную лепную и гончарную посуду. Последнюю приносили с собой в их жилище жёны, которых греки охотно брали из местной этнической среды.
Расцвет греческих колоний на территории современной Абхазии пришёлся на эллинистический период III-I века до н. э.. Самым развитым полисом стала Диоскуриада. В конце II — начале I вв. до н. э. в этом городе разместился опорный пункт Понтийского царства.

### Римский период
С 64 г. до н.э. Колхида, включая Абасгию, перешло под контроль римлян. Римские гарнизоны появились в Питиунте и Диоскуриаде, переименованной римлянами в Себастополис. Под властью Рима находились сформировавшиеся к I веку н. э. местные племенные объединения апсилов, абазгов и санигов.  Не случайно ведущие центры Апсилии были сосредоточены в Цебельдинской долине на пути к Клухорскому перевальному пути, который интересовал римлян с момента их появления на побережье.
В I—II веках н. э. апсилы заселяли значительную часть северо-западной Колхиды от районов, прилегавших с севера к Фасису до Себастополиса. Тогда во главе апсилов стоял «царь» с римским именем Юлиан, получивший знаки, подтверждающие его право на власть в Апсилии от римского императора Траяна (98—117 годы н. э.).
Во II веке н. э. римский гарнизон разместился и в Питиунте (современная Пицунда).
Подробные сведения об апсилах содержатся в записях, сделанных полководцем Луцием Флавием Аррианом в 137 году н. э. во время посещения Диоскуриады-Себастополиса.
Наиболее чёткие сведения по этому вопросу для VI века сохранил Прокопий Кесарийский, локализовавший апсилов на побережье Чёрного моря от того места, где это побережье делает резкий поворот на запад (юго-восточнее современной Очамчиры) до крепости абасгов Трахеи (современный Новый Афон), а их пределы в горах определивший до границы с аланами, то есть до перевалов Большого Кавказа.

## Средние века
В IV веке христианство уже было распространено в Абхазии, епископ Питиунта принимал участие в Первом Никейском соборе (325 год). К VI веку Абасгия (между реками Гумиста и Бзыбь со столицей в Анакопии) была подчинена Восточной Римской империи.
В VI веке на территории Северо-Восточного Причерноморья столкнулись интересы двух величайших держав того времени — Государства Сасанидов и Византийской империи. В 542 году византийские гарнизоны под нажимом персов были выведены из Себастополиса и Питиунта. Утратив возможность контроля над абасгами с помощью грубой силы, византийцы прибегли к помощи дипломатии.
Около 548 года в Абасгию прибыл посланец императора абасг Евфрат, который сумел добиться введения здесь христианства в качестве официальной религии; строятся христианские храмы, появляется Абазгийская архиепископия в составе Константинопольской патриархии, имевшая кафедру в Себастополисе. Первый христианский храм был построен в Питиунте при Юстиниане. Абасгам как христианам были дарованы равные с византийцами права. Местным князьям было запрещено продавать в рабство своих единоплеменников, тогда как ранее работорговля была широко распространена.
Византийцы, обосновавшиеся среди абасгов, попытались ввести в стране общеимперские порядки, что вызвало возмущение местного населения, поддержанное родоплеменной верхушкой, ущемлённой в своих правах. Знать попыталась восстановить прежний строй жизни. Страна вновь была поделена на две части, во главе которых встали цари Опсит и Скепарна, которые, воспользовавшись трудностями Византии в Центральной Колхиде, где, казалось, персы начинают побеждать, фактически отделились от империи.

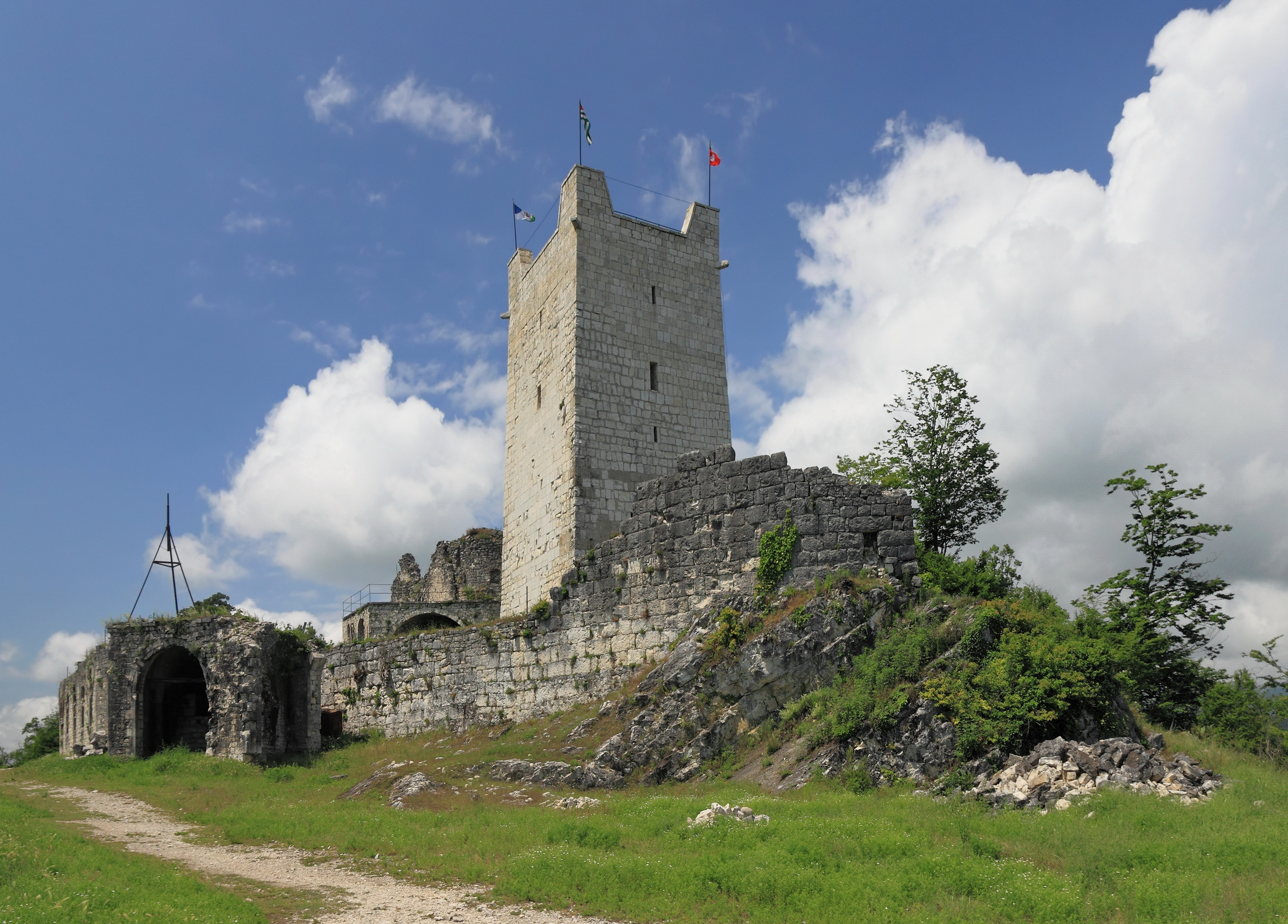
Развалины Анакопийской Крепости VII век

Летом 550 года в Абасгию пришло персидское войско во главе с Набедом, что привело к поражению провизантийской партии. Узнав о ситуации в Абасгии, император Юстиниан приказал подавить мятеж. Византийцы, переброшенные морем, осадили крепость абасгов Трахею и взяли её штурмом, захватив в плен жён абазсгских царей со всем потомством и приближёнными.
В Апсилии местные жители самостоятельно уничтожили отряд персов и ссылаясь на отсутствие помощи со стороны византийцев и лазов, на короткий период объявили себя независимыми.
В 553 году в центре Апсилии Цибилиуме (Цебельде) вновь появляется византийский отряд, который отразил наступление персов.
В мае—ноябре 556 года в Апсилии находилось четырёхтысячное войско византийцев, которое участвовало в подавлении восстания мисимиан, пытавшихся отделиться от Лазики и стоявшей за ней Византии. Мисимиане, близкие по языку и культуре к апсилам, на короткое время получили помощь персов, но затем были разгромлены византийцами.
Весь VII век Абасгия, Апсилия и Мисиминия оставались в зависимости от Византийской империи, став, по сути, её отдалёнными северо-восточными провинциями.
В 623 году абасги участвовали в закавказских походах императора Ираклия I, избравшего Колхиду в качестве опорной базы для окончательного вытеснения персов из этих областей. В этот период была возведена Анакопийская крепость — крупнейшее оборонительное сооружение на кавказском берегу Чёрного моря, включавшее в свой ансамбль в качестве цитадели постройки крепости абасгов Трахеи.
В VII — начале VIII веков в Абасгии, как и в соседней Апсилии, существовала наследственная власть. Сохранился перечень этих лиц, называемый «Диван абхазских царей». Первым в этом списке стоит Анос, вторым — Гозар, третьим — Юстиниан, четвёртым — Филиктиос, пятым — Капаруки (Барук), шестым — Димитрий I, седьмым — Феодосий I, восьмым — Константин I, девятым — Феодор I, десятым — Константин II и одиннадцатым — Леон I, причём все они, кроме последнего, были сыновьями своих предшественников и лишь Леон был младшим братом Константина. Согласно хроникам, Константин II был женат на дочери хазарского царя, сестра которого была замужем за византийским императором Константином V. Правящие династии Абасгии были тесно связаны с Византией династическими, церковными и политическими узами.

### Арабский период
В самом конце VII века в Западное Закавказье вторглись арабы, которые, дойдя до Апсилии, разместили в ней свои гарнизоны. Проарабскую позицию заняли и правители Абасгии.
В 711 году будущий император Византии Лев Исавр подавил сопротивление проарабской партии, восстановив в Абасгии и северной Апсилии власть Византии. Однако земли южнее были под властью арабов и отвоевать у них юг Апсилии и Мегрелию (она тянулась от южной Абхазии до реки Чорох (позже часть Мегрелии заняли гурийцы, рачинцы, имеретинцы и аджарцы, вытеснив их на север Мегрелии) византийцы так и не смогли. На её северном побережье (в долинах рек Кодори и Ингури) стояли византийские лагеря, а поселения были в руках мусульман, которые не только выставили свои гарнизоны, но и прислали мирных арабских жителей (в основном купцов и духовенство), которые не выносили холодный климат Картли, Армении и Дагестана.
В 737 году в Закавказье вторглось арабское войско во главе с Мурваном Кру (Глухим). Никто не мог его остановить. Но Абасгии, проходы в которую с востока преграждала Анакопия, повезло больше, чем Апсилии. Восточногрузинские, картлийские цари Мир и Арчил бежали в Абасгию и укрылись в Анакопии, где произошло решающее сражение с арабами. Осаждённым помогло то, что крепость представляла собой преграду исключительной мощности, а подступы к ней были затруднены. К тому же, среди арабов вспыхнула эпидемия, что помогло одержать победу над вторгшейся арабской армией.
Поражение арабов под Анакопией получило широкую огласку, сыграв важную позитивную роль в истории Восточного Причерноморья. Благоприятная ситуация способствовала выдвижению правителя Абасгии Леона на одно из первых мест в иерархии. В его распоряжении оставалось не опустошённое и не обескровленное, подобно другим областям Колхиды (Лазика (часть территории, которая сейчас в Турции), Мисиминия, Апсилия), Абасгское княжество (за исключением территории Мегрелии, которая была разрушена, Цихе — Годжи (Нокалакеви) арабы сравняли с землёй). Когда об этом стало известно византийскому императору Льву Исавру, он прислал два царских венца и грамоту картлийским царям Миру и Арчилу, передав им в управление территорию бывшего Лазского царства, причём приморская Лазика отошла к Миру. Леону же Лев подтвердил его потомственное право на владение Абасгией.
В 780 году от арабов освободили Мегрелию и Юг Апсилии, которые серьёзно пострадали от захватчиков. Однако полностью из этих земель арабов изгнали только в середине IX века. При этом большинство арабов, как и в других захваченных районах, ассимилировались с местным населением. В земли Мегрелии была перенесена и столица Абхазии. Был основан Кутаиси.

## Абхазское царство
В VI веке началось формирование Абхазского царства со столицей в Лыхны, расцветшего при Леоне I (VII век) и добившегося полной независимости от Византии и Халифата в VIII веке при Леоне II. Фактически в состав Абхазского царства входила не только Абхазия, но и Западная Грузия. Основное население полиэтнического царства составляли абхазы, прибрежные адыги а также мегрелы и картлийцы. После Халифата на территории Эгриси и на юге Апсилии проживали арабы. В Абхазском царстве существовали многочисленные города, крепости и храмы. Население вело торговлю с соседними государствами, странами Ближнего Востока и Средиземноморья. Столица первоначально находилась в Анакопии (Новый Афон), а в 806 переместилась в Кутаиси.
Абхазское царство значительно усилилось в IX — первой половине X вв. С начала IX века Абхазское царство боролось с Тао-Кларджетским и Кахетинским царствами за гегемонию в Западном Закавказье. Абхазские цари Георгий (ум. 955) и Леон III (955—967) подчинили часть Кахети и северную часть Тао-Кларджети, однако ослабление царства при Деметре (967—975) вследствие феодальных распрей не позволило захватить Тао-Кларджети полностью. Правившая Абхазским царством местная династия Аносидов пресеклась и власть по женской линии перешла в 975 тао-кларджетским Багратидам. Хотя грузинская культура стала приходить на смену византийской ещё двумя веками ранее, с перенесением центра царства из Абхазии в Имеретию. Государство по сути стало грузинским. Процветала торговля с Византией; население занималось земледелием (в приморской полосе) и скотоводством (в горной части). При этом в некоторых горных районах сохранялся первобытнообщинный строй.
После нашествия Тамерлана Грузинское царство начало распадаться, эти события в свою очередь спровоцировали ообособление абхазских князей от преимущественно картвельских политических образований.

## Между Османской и Российской империями

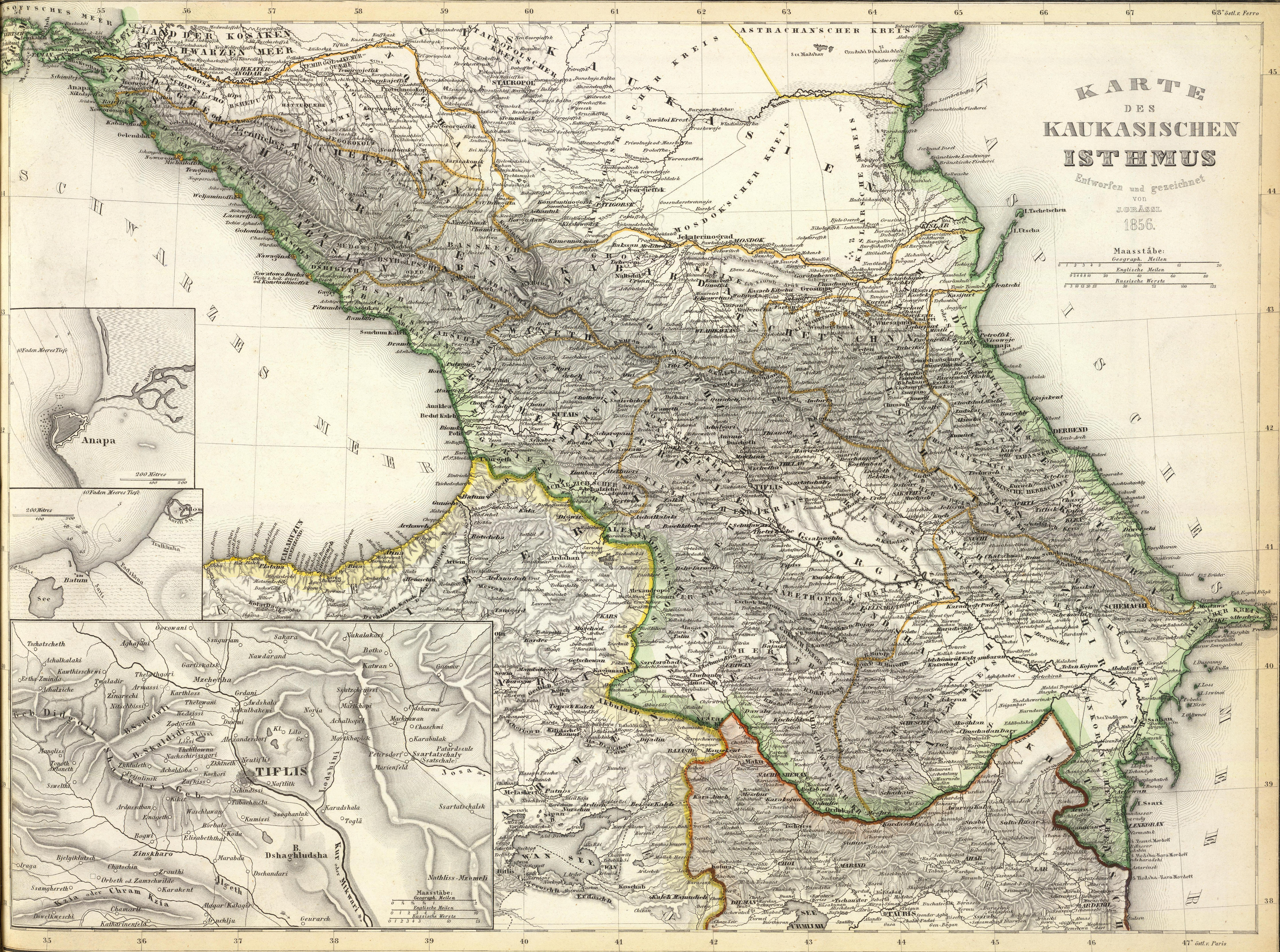
Karte des Kaukasischen Isthmus. Entworfen und gezeichnet von J. Grassl, 1856.

Во второй половине XVI века усилилась зависимость Абхазии и Западной Грузии от Османской империи, которая выстроила на берегу Чёрного моря многочисленные укрепления — Сухум-Кале (ныне Сухум), Поти, Анапу и др. Тем не менее Абхазское княжество имело высокую степень самостоятельности. Этот период характерен широким распространением ислама среди местного населения. В последующих веках Кавказ стал местом противостояния Российской, Османской и Персидской империй, которые сопровождались большими волнами миграций местного населения. На рубеже XVIII—XIX веков князю Абхазии Келешбею, некоторое время удавалось лавировать между интересами различных сил, однако в 1808 году он был убит. В убийстве князя, без чётких свидетельств, обвинили собственного сына — Аслан-бея. Аслан-бей организовал свою резиденцию в Сухуме и сражался вместе с царём Имеретинского царства Соломоном II против притязаний Российской Империи. Тем временем российская администрация сделала ставку Сафар-бея — другого сына Келеш-бея. И после нескольких поражений Аслан-бея от российских войск в 1810 году Аслан-бей был вынужден бежать из региона. В том же году 17 февраля (1 марта) 1810 года Сафарбея под именем князя Георгия российский император Александра I утвердил в качестве князя Абхазии, таким образом Абхазия фактически перешла под контроль Российской империи.
К 1810 году Абхазия занимала промежуточное положение между демократическими вольными обществами горцев северно-западного Кавказа и феодальной системой Грузии. Однако по духу своего общественного устройства она была теснее связана с убыхо-черкесским миром. Очевидцы особо отмечали, что в Абхазии не существовало феодальной собственности на землю, а свободные общинники (анхаю) составляли 2/3 населения страны. Иными словами, крепостное право здесь, как таковое, не существовало. В соседней же Мегрелии, например, крепостничество бытовало в самых крайних формах, а во внутренних районах Грузии его оформление завершилось ещё в XIII—XIV вв. В систему так называемого «горского феодализма» Абхазии крепко вжились элементы родоплеменного строя. Показателен характер сельской общины (акыта), бывшей основой основ общественного устройства Абхазии. Во-первых, она объединяла все слои населения, во-вторых, была пропитана молочным родством (аталычество) феодалов с крестьянами. Дети князей и дворян, отданные на воспитание в крестьянские семьи, считались, как и их родители, близкими родственниками. Однако, в условиях хуторского землевладения, пахотные наделы не являлись собственностью всей общины, а находились в посемейной или подворной собственности. Общими же для всех и открытыми для совместного пользования были только пастбища и леса.
В целом, в течение всей первой половины XIX века Абхазское княжество продолжало оставаться таким же феодальным княжеством, каким она была в XVIII столетии, хотя в ней и происходили некоторые социальные сдвиги, обусловленные присоединением к Российской империи. После утверждения русского флага в крепости Сухум-Кале протурецкий князь Аслан-бей со своими сторонниками обосновался в Турции и долгие годы вёл оттуда борьбу против России. Центральная власть в Абхазии ослабела. С прежней яростью вспыхнули междоусобицы. Первый ставленник России в Абхазии владетельный князь Георгий Шервашидзе (Сафар Али-бей) правил почти одиннадцать лет. В 1812 году завершилась русско-турецкая война, по итогам которой к Российской империи отошли Сухум и всё побережье Абхазии. Формальный князь Абхазии Георгий Шервашидзе, которого установила Россия, был лишь формальным правителем Абхазии, и не мог существенным образом влиять на политическую обстановку внутри страны, которую раздирала жестокая борьба между феодалами. Русское военное командование, несмотря на неоднократные просьбы Георгия, не решалось продвигаться в глубь Абхазии для усмирения непокорных. По-прежнему независимыми оставались демократические вольные общества горной Абхазии — Псху, Дал, Цабал и др. Так, цебельдинские и дальские князья Маршания «отказались быть покорными» России и Георгию Шервашидзе. Таким же образом поступили и западноабхазские племена джигетов (садзов), за исключением прибрежного Цандрипшского князя Левана Цанба, которого владетель уговорил принять российское подданство. Охраняемый русскими солдатами, Георгий жил либо в Сухумской крепости, либо в Мегрелии, правители которой поддерживали его в борьбе с Аслан-беем.
После смерти 7 февраля 1821 года владетеля Георгия в Абхазии снова вспыхнули восстания. Находившийся в Петербурге сын покойного князя Омар-бей (Дмитрий) получил чин полковника, и царь назначил его владетелем Абхазии. Спустя несколько месяцев, в октябре, Аслан-бей при поддержке своих родственников джигетов (садзов), убыхов и псхувцев поднял восстание, «овладел всею Абхазией» и обложил Сухумскую крепость. Однако подоспевший с войсками князь Пётр Горчаков разгромил восставших. С малых лет воспитываясь в России и не зная абхазского языка, молодой Дмитрий Шервашидзе пользовался ещё меньшим авторитетом в Абхазии, чем его отец. Непонимаемый народом и феодальной верхушкой, он почти безвыездно жил в Сухумской крепости. Прошло около года, и князь Дмитрий был отравлен 16 октября 1822 года крестьянином Урусом Лакоба. По приказу генерала Ермолова Урус был повешен в сентябре 1823 года в Лыхны русским отрядом при доме владетеля. Вскоре после гибели Дмитрия император 14 февраля 1823 года пожаловал его брату Хамудбею (Михаилу) титул владетельного князя Абхазии, чин майора и жалованье в 1 тыс. рублей серебром ежегодно.
Власть несовершеннолетнего Михаила оказалась очень слабой. В 1824 году вновь вспыхнуло восстание, которое охватило всю Абхазию и продолжалось три года. Владетелю пришлось покинуть пределы своей страны. Он вернулся лишь в 1830 году с отрядом «Абхазской экспедиции», направленным для возведения береговых укреплений в Бамборах близ Гудауты, в Пицунде и в Гагре. В этих фортах были поставлены русские гарнизоны. План «Абхазской экспедиции», разработанный графом Паскевичем и утверждённый царём Николаем I, ставил своей конечной целью установить сухопутное сообщение от Поти до Анапы. Непосредственное проведение этой экспедиции было возложено на генерала Гессе, который высадился в Сухуме в июле 1830 года с отрядом в 2 тыс. штыков и сабель. Но поставленная задача не была выполнена. Гессе не смог проложить дорогу от Анапы до Гагры. Гагринское укрепление стало преградой на пути джигетов и убыхов, и было прозвано «Кавказскими Фермопилами». В августе 1830 года убыхи и джигеты во главе с Хаджи Берзеком Дагомуко (Адагуа-ипа) предприняли отчаянный штурм форта в Гагре. Такое упорное сопротивление заставило генерала Гессе отказаться от дальнейшего продвижения к северу. Таким образом, береговая полоса между Гагрой и Анапой, благодаря стойкости садзов, убыхов и др. племён, осталась свободной от русских войск. Укрепления Гагра, Пицунда, Бамбора, Мрамба (у Цебельды), крепость Сухум и военные посты Дранда, Квитаул (Кутол), Илори, составили третье отделение Черноморской береговой линии.
С усилением русского присутствия усиливалась и власть владетеля Михаила Шервашидзе, который прочно обосновался в Лыхны. В интересах дальнейшего укрепления своего контроля в Абхазии, русское командование предпринимает шаги для укрепления власти владетеля. В 1837 году генерал Розен провёл экспедицию (8 тыс. штыков) в Цебельду против непокорных горцев, и добился «присяги на верность» от некоторых князей Маршания. Несмотря на жестокость Цебельдинской экспедиции, в урочище Дал он не вошёл: дальцы ожидали помощи от убыхов и пытались установить связь с Шамилем. Мощное восстание вспыхнуло на Черноморском побережье в 1840 году. Начатое убыхами, шапсугами, садзами, оно перекинулось и в горные общества Абхазии — в Цебельду и Дал. Под влиянием убыхов повстанческое движение стало развиваться среди кодорских абхазов, возглавляемых отчаянным абреком из с. Члоу Исмаилом Джапуа. В октябре 1840 года начальник Черноморской береговой линии генерал Н. Н. Раевский сообщал: «Цебельдинцы подстрекаются убыхами… В Абхазии часть народа готова восстать против владетеля и присоединиться к убыхам». Тогда же 2500 садзов и убыхов во главе с Хаджи Берзеком появились на берегах Бзыби и послали гонцов к дальцам в Кодорское ущелье. Раевский просил о помощи. В декабре 1840 — январе 1841 годов карательная экспедиция полковника Н. Н. Муравьёва обрушилась на Цебельду и особенно Дал (с. Лата). Дальцы, несмотря на упорное сопротивление, были выселены в Цебельду, а их жилища и зимний запас продовольствия сожжены. В отместку отряд из тысячи убыхов Керантуха Берзека, племянника Хаджи Берзека, напал в феврале 1841 на село Отхара, принадлежащее владетелю Михаилу, а на обратном пути атаковал Гагрскую крепость, где их встретили орудийным огнём. Князь Михаил Шервашидзе принимал участие в борьбе с горцами вместе с русскими войсками. В 1843 году карательная экспедиция во главе с владетелем была направлена в урочище Псху.
В этот период в борьбе за свободу Кавказа больших успехов добивается Шамиль. Движение продолжалось с 1834 года по 1859 год. Шамиль стремился вовлечь в движение народы Западного Кавказа. С этой целью в 1848 году его наиб Мохаммед-Эмин ведёт пропаганду среди садзов, убыхов и входит в контакт с предводителем цебельдинских и дальских абреков Эшсоу Маршания. Повстанческое движение в Абхазии продолжалось ещё долго. Летом 1857 года убыхи и садзы-джигеты неоднократно штурмуют Гагринское укрепление. Недалеко от этих мест вновь объявляется Мохаммед-Эмин. Под влиянием убыхов разгорается восстание и в горной Абхазии. В январе 1859 года на Псху был двинут экспедиционный отряд под командованием генерала Лорис-Меликова. Владетель Абхазии князь Михаил Шервашидзе подключился к этому походу с ополчением в две тысячи человек. В августе 1860 года, спустя год после пленения Шамиля, против абхазских горских племён в верховья р. Бзыбь, на Псху, были направлены солдаты, казаки, 3 тысячи ополченцев и артиллерия во главе с генералом Коргановым, которые встретили яростное сопротивление военного союза горцев (Аибга, Ахчипсу, Псху, Цебельда).
В годы Крымской войны в сентябре 1855 года турецкий отряд Омер Лютфи-паши был отправлен на судах к малоазиатским берегам, высадился в Батуме и двинулся на выручку Карса, но вернулся в Батум и 21 сентября (3 октября) высадился в Сухум-Кале, в Абхазии. Оттуда турецкие силы вторглись в Мингрелию и овладели переправами на реке Ингури. Однако дальнейшее наступление турок остановилось.
Весной 1856 года турки были изгнаны из Абхазии. Спустя несколько месяцев, 10 июля, русские войска вошли в Сухум. Вернулся и владетельный князь Михаил Шервашидзе. Война в Абхазии вызвала массовый исход населения.
Своеобразная автономия Абхазского княжества просуществовала на Кавказе дольше других. В 50-х гг. XIX в. генерал П. К. Услар пришёл к следующему выводу: «В общей системе кавказской военной политики Абхазия играет весьма важную роль. Страна эта вместе с Цебельдою на большом протяжении границ своих соприкасается с землями непокорных черкесов, врезываясь в наименее доступные части Кавказа. Абхазия должна служить оплотом для Западной части Закавказья и проводником нашего влияния на Черкесию».
Пристальное внимание к Абхазии усилилось после Крымской войны и покорения Восточного Кавказа, которое завершилось в августе 1859 года пленением Шамиля в Дагестане. Конец Шамиля крайне осложнил положение горцев Западного Кавказа. Они оказались зажатыми между русскими войсками на Черноморском побережье и горами. Несмотря на окружение, черкесы, убыхи и западноабхазские племена садзов ещё пять лет продолжали неравную борьбу с Российской Империей. Горцы рассчитывали на поддержку Англии, Франции и Турции, однако правительства этих стран уже не возлагали никаких надежд на Кавказ. В июне 1861 по инициативе убыхов недалеко от Сочи был создан парламент-меджлис «Великое и свободное заседание». Убыхи, шапсуги, абадзехи, ахчипсу, аибга, побережные садзы стремились объединить горские племена «в один громадный вал». Специальная депутация меджлиса, возглавляемая Измаилом Баракай-ипа Дзиаш, посетила ряд европейских государств.
Деятельное участие в освободительной борьбе на Западном Кавказе принимали польские революционеры, которые намечали одновременно поднять абхазо-черкесское и польское восстание против Российской Империи. Польские революционеры мечтали даже свить здесь «гнездо польских орлов», привлечь на свою сторону сына Гарибальди Менотти, европейских добровольцев, абхазов, черкесов и стремительным манёвром взять город Одессу. В мае 1864 года Россия торжествовала победу в Кавказской войне парадом на Красной Поляне — в абхазском урочище Губаадвы, в верховьях р. Мзымта. Последнее сопротивление российским войскам на Кавказе оказало западноабхазское племя горских садзов непокорных обществ Псху (верховья р. Бзыбь) и Аибга (между реками Псоу и Бзыбь, выше верховья р. Хашупсе). В подавлении последних очагов сопротивления на Кавказе большую роль сыграли и грузинские ополчения. Вместе с русскими войсками они принимали участие в торжественном параде победы на Красной Поляне 21 мая 1864 года.
В июне 1864 года Александр II упразднил Абхазское княжество. Абхазия была переименована в Сухумский военный отдел. Начальником отдела 12 июля 1864 стал генерал П. Н. Шатилов. Накануне ликвидации Абхазского княжества наместник Кавказа Михаил Николаевич представил план колонизации восточного берега Чёрного моря.  одобрил представленный план заселения казаками территории от устья Кубани до Ингури. От убыхов и абхазских горцев русские власти потребовали покинуть родные места. Почти полностью выселились в Турцию убыхи (до 45 тыс. чел.) и садзы (20 тыс.)
Владетель Михаил Шервашидзе имел в последние годы большое влияние на горцев Северо-Западного Кавказа — садзов, убыхов, шапсугов, абадзехов. В начале своего правления он был ставленником России. За заслуги перед императорской короной владетель получил чин генерал-лейтенанта. Он находился у власти с 1823 по 1864, однако укрепить свои позиции смог лишь в 1840. В ноябре 1864 года тяжело больной владетель Михаил был арестован и сослан сначала в Ставрополь, затем в Ростов и 17 августа 1865 на постоянное жительство в Воронеж, где вскоре, 16.04.1866, скончался. Тело последнего владетеля перевезли в Абхазию и погребли в Моквском соборе.
Через несколько месяцев после его трагической кончины в Абхазии вспыхнуло восстание. Оно началось 26 июля 1866 года с народного схода в селе Лыхны. В этот день были убиты начальник Сухумского военного отдела полковник Коньяр, несколько чиновников и 54 казака. Восстание стремительно распространилось от села Калдахвара до Цебельды, Дала и Сухума. В нём приняли участие до 20 тыс. человек. Причиной возмущения явилось «объявление манифеста народу на почве крепостной зависимости, не существовавшей в этом народе, следовательно, неприменимой к нему». Так писал впоследствии князь Георгий Шеваршидзе, сын последнего владетеля. Власти в очень грубой форме объявили, что народ освобождается от своих господ за выкуп. Крестьяне «анхаю» (основная масса населения), считавшие себя свободными, возмутились, а князья и дворяне оскорбились, что они, оказывается, «владеют» не свободными людьми, а «рабами», с которыми были связаны молочным родством (аталычеством). 29 июля 1866 года повстанцы провозгласили двадцатилетнего Георгия Шервашидзе владетельным князем. Однако попытка восстановления государственности не увенчалась успехом. Восстание было подавлено военной силой, а князь Георгий был сослан в область Оренбургского казачьего войска. После подавления восстания до 20 000 человек в 1867 году административным порядком было выселено в Турцию», что составило 24% от общей численности населения Абхазии.
Во время Русско-турецкой войны 1877—1878 годов в конце апреля 1877 года в Абхазии высадился турецкий десант, поддержанный населением. Лишь к 20 августа 1877 года Абхазия была освобождена от турок. При этом ряд абхазов сражался в этой войне на стороне России (из них был сформирован Самурзаканский конно-иррегулярный полк, Самурзаканская конная сотня, три пешие сотни).
Кавказская война и подавление восстаний 1866 и 1877 годов принесло абхазам национальную катастрофу. Более половины населения покинуло родину и стало беженцами в Турции. Тридцать лет, с 1877 по 1907 год, абхазы считались «виновным населением». Этнически-однородная до 1864 страна во второй половине XIX века подверглась колонизации не только русскими, но и греческими, армянскими, болгарскими, немецкими, эстонскими и другими колонистами. Из прилегающих районов Западной Грузии сюда хлынули грузины и мегрелы. Тогда же, в 1877 году, в газете Тифлисский вестник появляется программная статья грузинского общественного деятеля Якоба Гогебашвили, что «мингрельцы должны явиться первыми заместителями выселившихся абхазцев». Этнодемографическая ситуация в регионе резко изменилась. В 1886 абхазы составляли 86 % населения, а в 1897 — лишь 55 %. Выселение (кавказское мухаджирство) абхазов в Османскую империю имело вынужденный характер. История переселения описана в полудокументальном романе классика абхазской литературы Б. Шинкубы «Последний из ушедших».

## С 1877 года по 1917 год

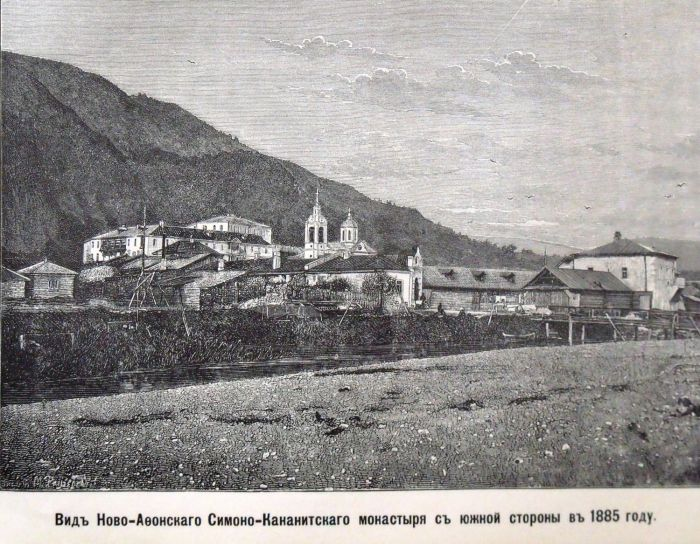
Ново-Афонский Симоно-Кананитский монастырь, 1899 год

В 1883 году был образован Сухумский округ как административно-территориальная единица Кутаисской губернии. В конце XIX века произошло оживление экономической, общественной и культурной жизни Абхахии. В 1875 году был основан Новоафонский монастырь, ставший крупным православным религиозным центром. В 1901 году принц Александр Ольденбургский основал в Гагре знаменитый курорт.
Во второй половине XIX века одним из основоположников создания абхазской письменности стал российский генерал, лингвист-кавказовед, барон Петр Услар. Появилась абхазская интеллигенция. Основоположником абхазской литературы и создателем абхазского литературного языка стал Д. И. Гулиа.
В декабре 1904 года из состава Сухумского округа была выделена Гагринская климатическая станция с окрестностями (включая город Гагра), которые передали в Сочинский округ Черноморской губернии, а округ получил статус приравненного к губернии.
Во время революции 1905—1907 годов основную массу революционеров в Абхазии составляли пришлые агитаторы и грузинские крестьяне-отходники, прибывшие на временную работу в различные пункты абхазского побережья. Почти два месяца просуществовала «Гагрская Республика»; вооружённым путём революционная власть, которую возглавил Платон Эмухвари (Эмхаа), обедневший князь, учитель, была установлена и в Самурзаканском участке, где «Самурзаканская Республика» продержалась до 9 января 1906 года. Но абхазское крестьянство события революции 1905 года восприняло как «грузинскую» революцию и почти не принимало в них участие. В мае 1907 года в церкви в Лыхнах было оглашено воззвание о снятии «виновности» с абхазского населения. В нем говорилось, что «в смутное время 1905 года... абхазцы с честью вышли из испытания».

## Революция 1917 года и гражданская война

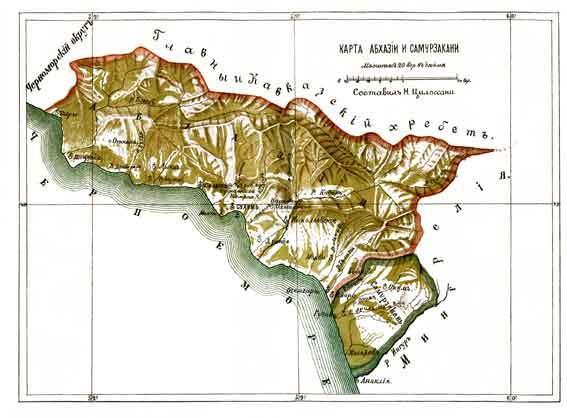
Карта Абхазии и Самурзакани. 1899 год

К 1917 году за годы нахождения абхазских земель в составе Российской империи была построена шоссейная и железная дороги из Новороссийска через территорию Сухумского округа в Батум; в сельском хозяйстве большое развитие получило табаководство; в начале XX века в Сухумском округе насчитывалось около 400 мелких предприятий.
Сразу после Февральской революции 1917 власть в Сухумском округе оказалась в руках грузинских социал-демократов (меньшевиков); Сухумский окружной комитет большевиков был сформирован только в мае 1917 года.
С ноября 1917 года Сухумский округ находился под управлением Закавказского комиссариата.
В марте 1918 года большевики организовали вооружённое восстание против власти Закавказского комиссариата, и 8 апреля 1918 с занятием Сухума в Абхазии была провозглашена советская власть, продержавшаяся, впрочем, недолго: уже 17 мая в Сухум вошли войска Закавказского сейма. C 26 мая 1918 года Сухумский округ входил в состав Грузинской Демократической Республики. РСФСР признала Сухумский округ частью Грузии по советско-грузинскому Московскому мирному договору от 7 мая 1920 года.
В феврале 1921 года в Абхазию вступили части Красной армии. 4 марта 1921 года на территории Сухумского округа была вновь установлена советская власть. 28 марта 1921 года на территории Сухумского округа была провозглашена Советская Социалистическая Республика Абхазия.

## Абхазия в составе СССР
Через год после подписания мирного соглашения между РСФСР и тогдашней Грузинской Демократической Республикой, 16 декабря 1921 года между ССР Абхазия и ССР Грузия как двумя равноправными субъектами был заключён союзный договор. В 1922 году на равных правах с другими союзными республиками представители ССР Абхазия участвовали в образовании Союза ССР.
13 декабря 1922 года была создана первая Конституция СССР, 30 декабря того же года в составе ЗСФСР ССР Абхазия вошла в СССР. После этого ЦИК ССР Абхазия начал проработку подробного соглашения с ССР Грузия на основе союзного договора. В первой Конституции ССР Абхазия, принятой 1 апреля 1925 года, в ст. 5 закреплена суверенность государства Абхазия «с осуществлением государственной власти на всей территории самостоятельно и независимо от другой власти», вместе с тем Конституция содержала пункты о вхождении республики в ЗСФСР. Конституции ССР Абхазия и ССР Грузия включали в себя главы, которые полностью совпадали в части о равноправных договорных федеративных государственно-правовых взаимоотношениях. Таким образом, до 1931 года ССР Абхазия и ССР Грузия были равноправными субъектами, связанными союзным договором.
В 1931 году этот статус был утрачен, Абхазия стала автономной республикой (Абхазская АССР) в составе Грузинской ССР, которая входила в состав ЗСФСР. Властями ГССР осуществлялась целенаправленная грузинизация Абхазской АССР. Грузины подселялись в абхазские села, а также заселяли греческие сёла, освободившиеся после депортации греков из Абхазии в 1949 году. Абхазский язык (вплоть до 1950 года) был исключён из программы средней школы и заменён обязательным изучением грузинского языка, абхазская письменность была переведена на грузинскую графическую основу (в 1954 году — на кириллицу). Согласно переписи населения 1989 года, основными этническими группами в Абхазской АССР были грузины (45 %), армяне и русские, доля же абхазов составляла 18 %.
По Конституции СССР, принятой 5 декабря 1936 года, ЗСФСР была упразднена, и Азербайджанская ССР с Нахичеванской АССР, Армянская ССР и Грузинская ССР с Абхазской АССР и Аджарской АССР непосредственно вошли в состав СССР.

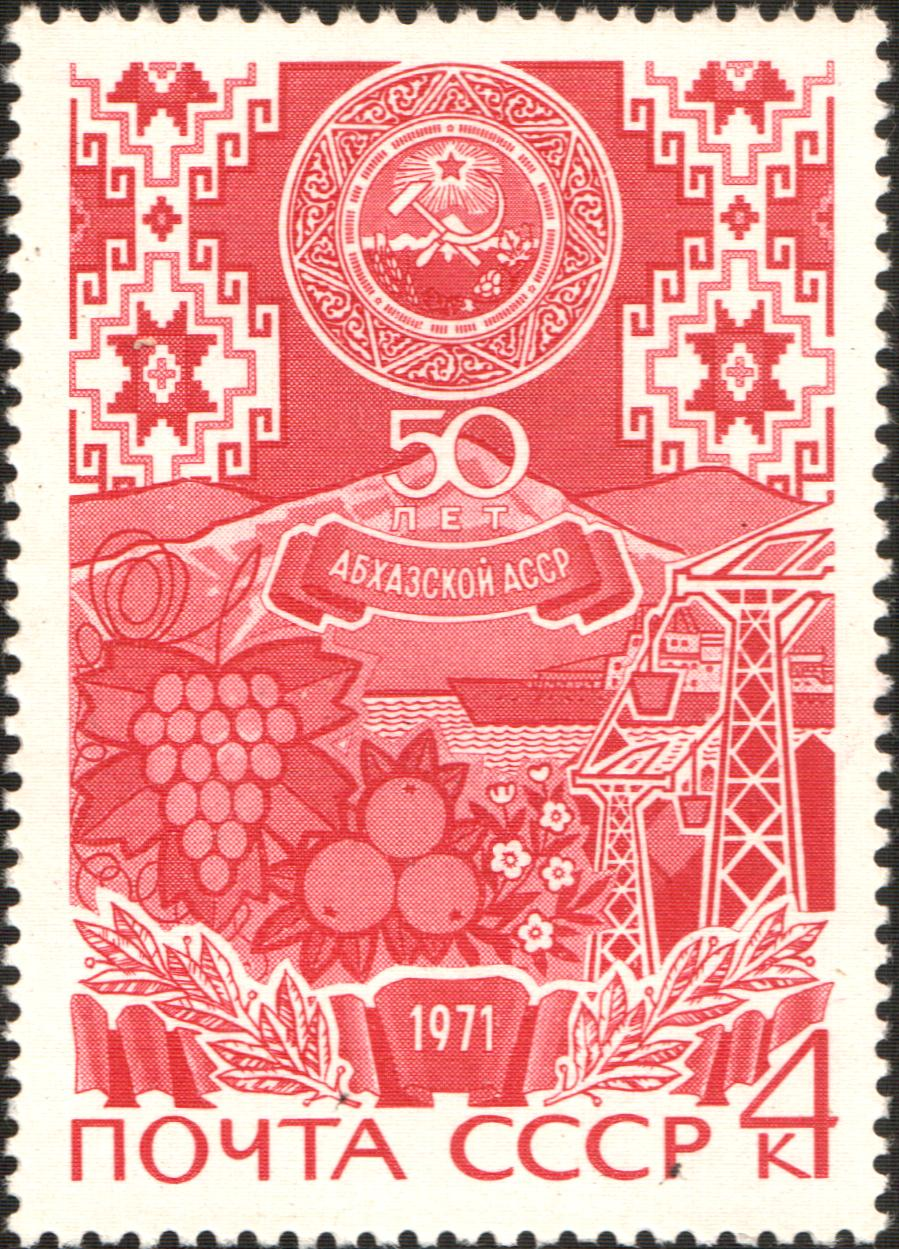
Почтовая марка СССР, 1970 год. 50 лет Абхазской АССР

2 августа 1937 года была принятая новая «сталинская» Конституция (Основной Закон) Абхазской АССР.
Во время Великой Отечественной войны республика почти не пострадала; германским войскам удалось занять только высокогорное село Псху; вскоре они были отброшены Красной Армией.
В июле 1989 года в Абхазии произошли вооружённые беспорядки, 16 человек погибли. 20 июля решением Совета Министров Абхазии был прекращён приём отдыхающих, советских и иностранных туристов, спецрейсами из сухумского аэропорта проводилась массовая эвакуация.

Флаг Абхазской ССР (1989)

В 1990 году Абхазия была провозглашена суверенной Абхазской Советской Социалистической Республикой.

## Грузино-абхазcкий конфликт
Когда Грузия весной 1991 года объявила о выходе из Советского Союза, Абхазия изъявила желание остаться в СССР (большинство её населения участвовало в референдуме о сохранении СССР и не участвовало в референдуме о независимости Грузии) и предполагала войти в состав нового союза — Союза Суверенных Государств (ССГ), заключение которого было сорвано в результате попытки государственного переворота ГКЧП.
Летом 1992 года усилились разногласия между Абхазией и грузинским руководством — главным образом по конституционному вопросу: в ответ на решение Верховного Совета Грузии возвратиться к конституции Грузии 1921 года Верховный Совет Абхазии объявил о восстановлении действия Конституции (Основного Закона) ССР Абхазия 1925 года, содержавшей указание на договорные отношения Абхазии и Грузии.
Разногласия привели к вооружённому конфликту. Конфликт завершился 30 сентября 1993 года вытеснением войск Госсовета Грузии с территории Абхазии (за исключением Кодорского ущелья) за пределы реки Ингур. Мирное урегулирование было достигнуто при посредничестве России и ООН лишь в апреле 1994 года.
18 августа 1994 года в Уфе был подписан договор о дружбе и сотрудничестве между Республикой Абхазия и Республикой Башкортостан, который констатировал их государственный суверенитет.

## XXI век
С октября 2001 Абхазия добивается вхождения в СНГ и объединения с Россией на правах независимого ассоциированного государства.
В августе 2003 года посол РФ в Грузии Владимир Чхиквишвили заявил об официальной позиции России в этом вопросе: «Россия не приемлет никакой возможности вхождения Абхазии в состав Российской Федерации в любом статусе».
Независимость Абхазии не была признана ни руководством Грузии, которое считает Абхазию частью грузинской территории, ни другими государствами-членами ООН.
С 2005 года в Абхазии были введены внутренние абхазские паспорта. Паспорт Абхазии выдаётся с 14 лет, каждые 10 лет его необходимо оформлять заново.
В начале 2006 года, в знак отхода от ранее провозглашавшегося Россией принципа безусловного признания территориальной целостности «малых метрополий», российский президент Владимир Путин публично поставил перед министром иностранных дел Сергеем Лавровым задачу добиться того, чтобы решение, которое международное сообщество в 2006 году планировало принять в отношении статуса края Косово, было признано «универсальным» — то есть если Косово получит независимость, то на самостоятельность, по мысли российского президента, могли бы претендовать и непризнанные государственные образования на постсоветском пространстве. В мае 2006 года были проведены консультации российского МИДа с президентами Абхазии и Приднестровья.
В июне 2006 главы Абхазии, Приднестровья и Южной Осетии на саммите в Сухуме дополнительно заключили «Договор о дружбе, сотрудничестве и взаимопомощи» и подписали Декларацию о создании Сообщества за демократию и права народов, которые предполагали не только экономическое и политическое сотрудничество между республиками, но и создание коллективных миротворческих вооружённых сил, которые могли бы заменить российских миротворцев и совместно отражать возможные силовые акции «малых метрополий» и попытки разрешения ситуации военным путём.
Тогда же российский президент Владимир Путин объявил, что существование непризнанных государств должно определяться волей их населения на основе права на самоопределение.
Выступая на сессии ГА ООН осенью 2006 года, президент Грузии Михаил Саакашвили обвинил Россию в «оккупации» Абхазии и Южной Осетии: «Эти регионы были аннексированы … Россией, которая поддерживает их вхождение в свой состав, сознательно выдавая российские паспорта в массовом порядке в нарушение международного законодательства… Жители спорных регионов живут под бандитской оккупацией России».
Летом — осенью 2006 Грузия захватила Кодорское ущелье (составляющее четверть Абхазии).
18 октября 2006 Народное собрание Абхазии обратилось к российскому руководству с просьбой признать независимость республики. В постановлении Народного собрания отмечалось, что «на сегодняшний день Абхазия обладает всеми необходимыми признаками и атрибутами суверенного государства, признаваемыми мировым сообществом, организация и деятельность которого соответствует всем критериям демократического, правового и социального государства, основанного на представительной демократии и разделении властей». «Принимая во внимание желание абсолютного большинства населения Абхазии связать свою судьбу с Россией, подтверждением чему является принятие гражданства Российской Федерации более чем 90 % жителей Абхазии», Народное собрание Абхазии просит руководство России установить между двумя государствами ассоциированные отношения.
6 марта 2008 года Министерство иностранных дел РФ сняло запрет на торгово-экономические и транспортные связи с Абхазией, направив Исполнительному комитету СНГ официальную ноту, в которой сообщалось, что РФ в силу изменившихся обстоятельств (признание рядом стран Запада независимости Косово) не считает себя более связанной положениями решения Совета глав государств СНГ «О мерах по урегулированию конфликта в Абхазии, Грузия» от 19 января 1996.

### Признание независимости

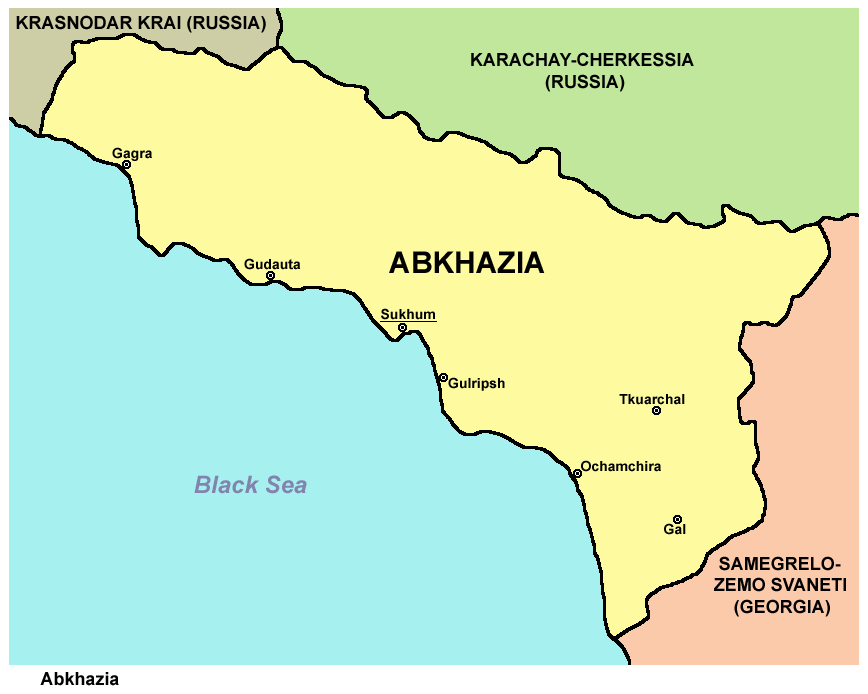

Отношение российского руководства к проблеме непризнанных государств на постсоветской территории  изменилось в результате войны, прошедшей в августе 2008 г. с участием Грузии, России и непризнанных на тот момент Южной Осетии и Абхазии, однако согласно международным нормам Абхазия осталась в границах Грузии.
12 августа 2008 года абхазские вооружённые формирования при поддержке российских войск заняли верхнюю часть Кодорского ущелья, которую перед этим покинули грузинские военные. Абхазские войска таким образом установили контроль над всей территорией Абхазии.
25 августа Совет Федерации и Государственная Дума Российской Федерации единогласно приняли обращения к президенту России с просьбой признать независимость Абхазии и Южной Осетии.
26 августа президент России Дмитрий Медведев подписал указы о признании независимости Абхазии и Южной Осетии, «учитывая свободное волеизъявление осетинского и абхазского народов, руководствуясь положениями Устава ООН, декларацией 1970 г. о принципах международного права, касающихся дружественных отношений между государствами, Хельсинкским Заключительным актом СБСЕ 1975 г. и другими основополагающими международными документами». 28 августа постоянный представитель России при ООН Виталий Чуркин зачитал эти указы на заседании Совбеза ООН.
Это решение вызвало резко негативную международную реакцию.
3 сентября 2008 года президент Никарагуа Даниель Ортега заявил о признании Абхазии и Южной Осетии.
1 февраля 2009 года на базе введённой в Абхазию российской 131-й омсбр была создана 7-я российская военная база.
10 сентября 2009 президент Венесуэлы Уго Чавес заявил о признании Абхазии и Южной Осетии.
15 декабря 2009 независимость была признана государством Науру.
31 мая 2011 года независимость Абхазии была признана государством Вануату, однако, с внезапной сменой премьер-министра на Эдварда Натапеи оно было отозвано, с возвращением старого премьер-министра Сержа Вохора признание вернулось, но 23 сентября 2011 Вануату вновь отозвало своё признание.
С 23 сентября 2011 года по 31 марта 2014 года независимость Абхазии признавало государство Тувалу, отозвавшее своё признание.
29 мая 2018 года независимость Абхазии была признана государством Сирия.

### Политический кризис в 2014 году
С апреля по август 2014 года в Абхазии протекал внутриполитический кризис, вошедший в острую стадию с 27 мая по 1 июня. В ходе кризиса произошли массовые беспорядки и захват зданий органов государственной власти в Сухуме, митинги и выступления как противников действующей власти, так и её сторонников; смена главы государства и республиканской исполнительной власти. Благодаря сдержанности противоборствующих сил огонь на поражение не открывался и жертв не было.
В результате напряжённых переговоров при участии российских посредников и во избежание кровопролития президент республики Александр Анкваб 1 июня 2014 года объявил о своей отставке. На президентских выборах 24 августа 2014 года победил и стал президентом Рауль Хаджимба.

### Политический кризис в 2020 году
Политический кризис в Абхазии возник в результате несогласия оппозиции с результатами выборов президента, прошедших в августе-сентябре 2019 года, и перерос в массовые акции протеста в январе 2020 года, приведя к отставке президента Республики Абхазия Рауля Хаджимбы и назначению новых президентских выборов на 22 марта 2020 года. На этих выборах победил и стал президентом Алсан Бжания.

### Политический кризис в 2024 году
После подписания 30 октября 2024 года соглашения с Россией, предусматривающего ряд льгот для крупных российских инвесторов, противники этого соглашения, будучи убеждены, что его условия выгодны исключительно российской стороне, потребовали отставки президента Аслана Бжании.
15 ноября в парламенте должны были рассмотреть законопроект, ратифицирующий инвестиционное соглашение с Россией. Протест начался одновременно с открытием сессии, в таких условиях депутаты не смогли согласовать повестку заседания, так что сессия была отменена. Однако ситуация обострилась ещё больше после объявления о переносе голосования. Собравшиеся у здания люди не только не разошлись, а напротив, потребовали от депутатов провести заседание и проголосовать против соглашения.
Затем протестующие ворвались в здание парламента, также они заняли администрацию президента. Лидеры оппозиции настаивали, что протест направлен «не против России, а против олигархов» — как российских, так и абхазских. К президенту был отправлен спикер парламента с требованием отставки. Протестующие создали координационный совет, в который вошли представители общественных объединений. Они заявили о намерении оставаться в правительственном комплексе до отставки Бжании. Сразу после захвата зданий пресс-служба президента опубликовала заявление о скором отзыве законопроекта.
16 ноября Аслан Бжания пообещал уйти с поста и назначить вице-президента Бадра Гунбу временно исполняющим обязанности президента, когда протестующие покинут правительственный комплекс в Сухуми, однако они отказались это сделать. Стороны стали обсуждать возможные кандидатуры на пост исполняющего обязанности главы Абхазии до проведения новых президентских выборов.
19 ноября Аслан Бжания и премьер Александр Анкваб ушли в отставку. Обязанности президента был назначен исполнять вице-президент Бадра Гунба, на должность премьера — экс-спикер парламента Валерий Бганба.
1 марта 2025 года Бадра Гунба был избран президентом Абхазии.